# やべみつのり
やべみつのり（1942年 - ）は、岡山県倉敷市出身の絵本作家、紙芝居作家。。
本名は矢部光徳。息子の矢部太郎はお笑いコンビ・カラテカのメンバーで、漫画家でもある。

## 経歴
岡山県倉敷市連島で、6人兄弟の3男として生まれた。この地域の小さな寺で育ち、岡山県立岡山工業高等学校の美術工芸科を卒業した。
成人して以後は広島県に本社を持つ自動車会社マツダの宣伝部に就職し、そこで新聞広告やポスターなどの印刷原稿を作成していた。この時期にブルーノ・ムナーリの仕掛け絵本に出会い、感銘を受けた。
しかし、上京した友人の詩人鈴木志郎康とその妻で画家の木葉井悦子らの勧めに従って退職し、23歳くらいの頃に上京。独身時代は野沢、高円寺などを転々とし、小説家の庄司薫の紹介を経てフリーのイラストレーターとして生計を立てた。生活は苦しく、この時期に共済組合連合会が開所した東京保育所の所長と知り合い、5〜6年ほど保育士として働いた。この頃に保育児童のために描いた紙芝居が絵本作家の田畑精一の目に留まり、童心社に紹介したことが後の紙芝居出版へ繋がっている。
27歳で同郷の妻と結婚したことをきっかけに小平市の一軒家へ転居し、ここで数年暮らした。この頃に長女が生まれ、生まれたての子どもが成長していく様子を毎日記録した絵日誌が後に『かばさん』（こぐま社）として初の絵本となった。しかし、売れ行きは芳しくなかった。
1977年、40歳頃、東村山市の木造長屋に転居。この年、息子で長男の太郎が生まれた。2018年時点でもこの長屋の庭に建てたプレハブをアトリエとして使っており、後に漫画家、絵本作家となる太郎を子供の頃から絵本が身近な環境で育てた。この頃に児童文学評論家の赤木かん子より『かばさん』が書評を受け、これが評判となって絵を差し替えて再販され、売れ行きが伸びるようになった。
太郎の保育園の送り迎えの傍らに四谷で造形教室を主宰するようになり、これは1977年から1993年までの16年間継続された。また、この時期に長女のときと同じく太郎の成長を記録した育児絵日記「たろうノート」を作成しており、これが後に太郎の漫画著作となる『ぼくのお父さん』の原案となっている。
2021年9月、太郎と初の共著となる紙芝居『うさぎとかめ』が出版された。

## 主な著書

### 書籍
- ふしぎなまど（生活ジャーナル）
- ミニカーだいすき（生活ジャーナル）
- 手づくり紙芝居舞台キット（生活ジャーナル）
- かばさん（こぐま社）
- ぼくにも作れるアニメーション（1997年12月、童心社）
- 色セロハンあそび ぼくはうみ・わたしはひかり
- 蛍光カラーパネルシアター お星さまたべちゃった（2002年1月、アイ企画）

ほか多数。

### 紙芝居
- 『ほねほねパンツ』童心社、2024年10月4日。ISBN 978-4494094363。
- 『うさぎとかめ』童心社、2021年9月。国立国会図書館サーチ：R100000002-I031582595。
- 『かわださん』雲母書房、2013年12月20日。ISBN 978-4876723300。
- 『かめくんファイト!』童心社、2007年8月15日。ISBN 978-4494079001。

### 絵本・イラスト
- なんだろう?（野沢茂原案／桜井信夫脚本。1983年1月、童心社）
- 『ぼくのタガメ』童心社、1984年9月1日。ISBN 978-4494079063。
- みんなあつまれ こいのぼりをつくろう（かがくみてみようやってみよう）（玉田泰太郎著。1986年4月、童心社）
- 紙芝居 あれあれなーに?（1987年7月、童心社、ISBN 978-4494077250）
- みんなのくうき（江川多喜雄著。1987年3月、童心社）
- なんだかぼくにはわかったぞ（かこさとし著。1988年9月、童心社）
- つくってみよう かみがくるくる（かがく みてみよう やってみよう）（1989年8月、童心社）
- でてきた なーんだ?（1991年11月、童心社）
- おとくいはバイバーイ（いっしょうけんめい物語）（子どもと文学の会。1994年1月、国土社）
- ドミノたおし-大洲秋登少年詩集（大洲秋登著。1994年11月、かど創房）
- どうぶつのてんきよほう（げんきななかまシリーズ）（杉浦宏著。1995年5月、童心社）
- こんにちはとしょかん（ようこそ図書館へ）（依田逸夫著。1996年4月、童心社）
- 音・光ふしぎはっけん-手作りおもしろ実験（高鷹敦・小幡勝著。1996年4月、草土文化）
- おてんきうらない（りゅうさわともこ著。1996年9月、童心社）
- こころのうた―子どもがつくった詩の本（「こころの詩」大賞コンクール制定委員会編。1996年10月、佼成出版社）
- こねこがいっぴき（げんきななかまシリーズ）（りゅうさわともこ著。1998年7月、童心社）
- ザリガニつり（どうぶつの飼い方ふれあい方）（島本一男著。2000年8月、童心社）
- ゆき（蛤谷糸美著。2000年11月、汐文社）
- ひろしとひまわり（バリアフリーの紙しばい）（西村由紀子著。2001年2月、童心社）
- かばさん（2001年10月、こぐま社、ISBN 978-4772101615）
- すてきなプレゼント（ともだちだいすき）（森内直美著。2001年10月、童心社）
- ゴリラのあかちゃんモモタロウ（ともだちだいすき）（わしおとしこ著。2002年5月、童心社）
- おねぼうなめざまし（びわの実ノート傑作選）（高橋健著。2004年12月、ポプラ社）
- ほねほねマン（ときわひろみ著。2005年2月、童心社）
  - はがいたいほねほねマン（2006年2月）
  - ほねほねマンのさかなつり（2006年9月）
- ミニカーだいすき 小さな紙芝居（ちいさい紙しばい）（森内直美著。2007年5月、アイ企画）
- 『ふしぎなまど 小さな紙芝居（ちいさい紙しばい）』アイ企画、2007年6月1日。ISBN 978-4882591252。
- かめくんファイト!（みんないっしょに、うれしいな!）（宮崎二美枝著。2007年9月、童心社）
- きょうの ばんごはん なあーに?（あかちゃんからの食育かみしばいぱくぱくもぐもぐ）（2008年8月、童心社）
- ぼくのめ（年少向かみしばいすごいよ!みんなのからだ）（2010年1月、教育画劇）
- ふたごのまるまるちゃん（犬飼由美恵著。2012年2月、教育画劇）
- 演じてみようつくってみよう紙芝居（長野ヒデ子、右手和子著。2003年6月、石風社）
- くらべっこ（有吉有巳子著。2013年2月、童心社）
- うしかたとやまんば（坪田譲治著。2016年7月、童心社）
- わん わん わーん（よこみちけいこ著。2019年8月、童心社）
- ひとは なくもの（みやのすみれ著。2020年4月、こぐま社、ISBN 978-4772102476）

ほか多数。

## 受賞歴
- 第34回高橋五山賞奨励賞受賞（文民教育協会、1995年）[5]